# 马丁·皮特斯
馬田·史丹福·彼得斯，MBE是一名英格蘭前足球員及領隊，他亦是英格蘭嬴得1966年世界盃的冠軍隊成員之一，亦有參賽1970年世界盃。彼得斯在埃塞克斯郡普拉斯托（Plaistow）出生，曾效力韋斯咸、熱刺、诺里奇城和錫菲聯等多支球隊，並於1981年退役前短暫執教錫菲聯。 
被譽為一代「全能中場」，彼得斯雙腳運用自如，可傳可射，亦具有一定的制空能力，由於身手靈活而難於監管。他亦是一名罰球專家，於1968年一場對蘇格蘭的賽事後被時任英格蘭領隊藍西爵士（Sir Alf Ramsey）形容其踢法「比他所處的年代超前十年」。由於十八般武藝樣樣皆能，  彼得斯曾代表韋斯咸在球場上每個位置上陣，包括門將一職，於他第三場為球隊上陣，曾代替受傷的白賴仁·羅德斯（Brian Rhodes）把守獨木關  。當1970年彼得斯由韋斯咸轉投熱刺時，他成為全英國首位身價達到20萬英鎊的足球員。

## 榮譽
韋斯咸
- 歐洲盃賽冠軍盃
  - 冠軍：1965年；
- 英格蘭聯賽盃
  - 亞軍：1966年（英语：1966 Football League Cup Final）；

熱刺
- 英格蘭聯賽盃
  - 冠軍：1971年（英语：1971 Football League Cup Final）、1973年（英语：1973 Football League Cup Final）；
- 歐洲足協盃
  - 冠軍：1972年（英语：1972 UEFA Cup Final）；
  - 亞軍：1974年（英语：1974 UEFA Cup Final）；
- 英意聯賽盃
  - 冠軍：1971年；

英格蘭
- 世界盃
  - 冠軍：1966年；
- 歐洲國家盃
  - 季軍：1968年；